# Kalški greben
Kalški Greben je gora v Kamniško-Savinjskih Alpah in z 2224 m najvišji vrh v skupini Krvavca. Na jugu se začne s planino Dolgo Njivo in Škrbino vzhodno od nje, preko katere je povezan z ostalimi vrhovi Krvavške skupine. Od osrednjih Grintavcev ga ločuje Kokrsko sedlo, na katerega pada s svojim severnim ostenjem njegov drugotni vrh, 2047 m visoka Kalška gora, s katero se greben tudi končuje.  Na zahodu pada s svojim ostenjem globoko v dolino Kokre, njegovo vzhodno ostenje pa kratko pada na zakraselo planoto Kalce, preko nje pa v zatrep doline Kamniške Bistrice.

## Izhodišča
- Cerklje na Gorenjskem, Ambrož pod Krvavcem
- Kamnik, Kamniška Bistrica
- Preddvor, Kokra

## Vzponi na vrh
- 3½h: od Planinskega doma na Gospincu (1491 m), skozi Dolgo Njivo,
- 4h: od Planinskega doma na Gospincu, čez Vrh Korena,
- 2½h: od Cojzove koče na Kokrskem sedlu (1793 m).

## Razgled
- Storžič
- Kočna
- Grintovec
- Skuta
- Brana